# Henriëtte Ronner-Knip
Henriëtte Ronner-Knip, née le 31 mai 1821 à Amsterdam et morte le 28 février 1909 à Ixelles, est une peintre animalière belgo-néerlandaise.

## Biographie
Henriëtte est le deuxième enfant du peintre Josephus-Augustus Knip (1777-1847) et de Cornelia van Leeuwen (1790-1848). Élève de son père, elle débute très jeune par la peinture d'animaux, de paysages et de natures mortes.
Henriëtte épouse le 14 mars 1850 à Amsterdam Feico Ronner (1819-1883), originaire de Dokkum. Ils eurent six enfants, Marie-Thérèse (1851-1852), Alfred Feico (1852-1901), Edouard (1854-1910), Marianne Mathilde (1856-1946), Alice (1857-1957) et Stéphanie-Emma (1860 -1936).
Alfred, Alice et Emma devinrent artistes et Edouard avocat.
Henriëtte et Feico Ronner s'installent à Bruxelles en 1850, après leur mariage, où ils habitèrent successivement
- Rue de la Régence, 7 (de 1850 à 1854)
  - en 1852, cependant, ils habitèrent rue du Lait battu à Saint-Josse-ten-Noode
- Avenue Rogier, 157 (de 1854 à 1856)
- Chaussée d'Etterbeek, 172 (de 1856 à 1871)
- Rue du Maelbeek (de 1871 à 1873)
- Rue de la Vanne, 19 (de 1873 à 1878)
- Chaussée de Vleurgat, 51 (de 1878 à 1903)
- Rue Gachard, 43 (de 1903 à 1909), chez ses filles

## Œuvre
Elle se spécialise dans la peinture animalière, au début surtout des chiens puis, à partir de 1870, presque exclusivement des chats, pour lesquels elle parvient avec une grande virtuosité à représenter le détail du pelage. Elle reçoit de nombreuses commandes notamment de la Cour belge mais aussi de notables anglais.

## Galerie

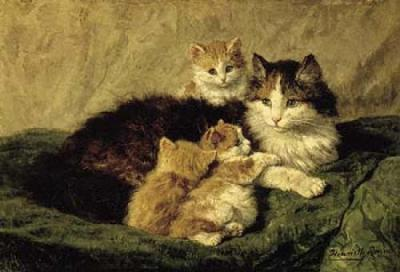
Contentement
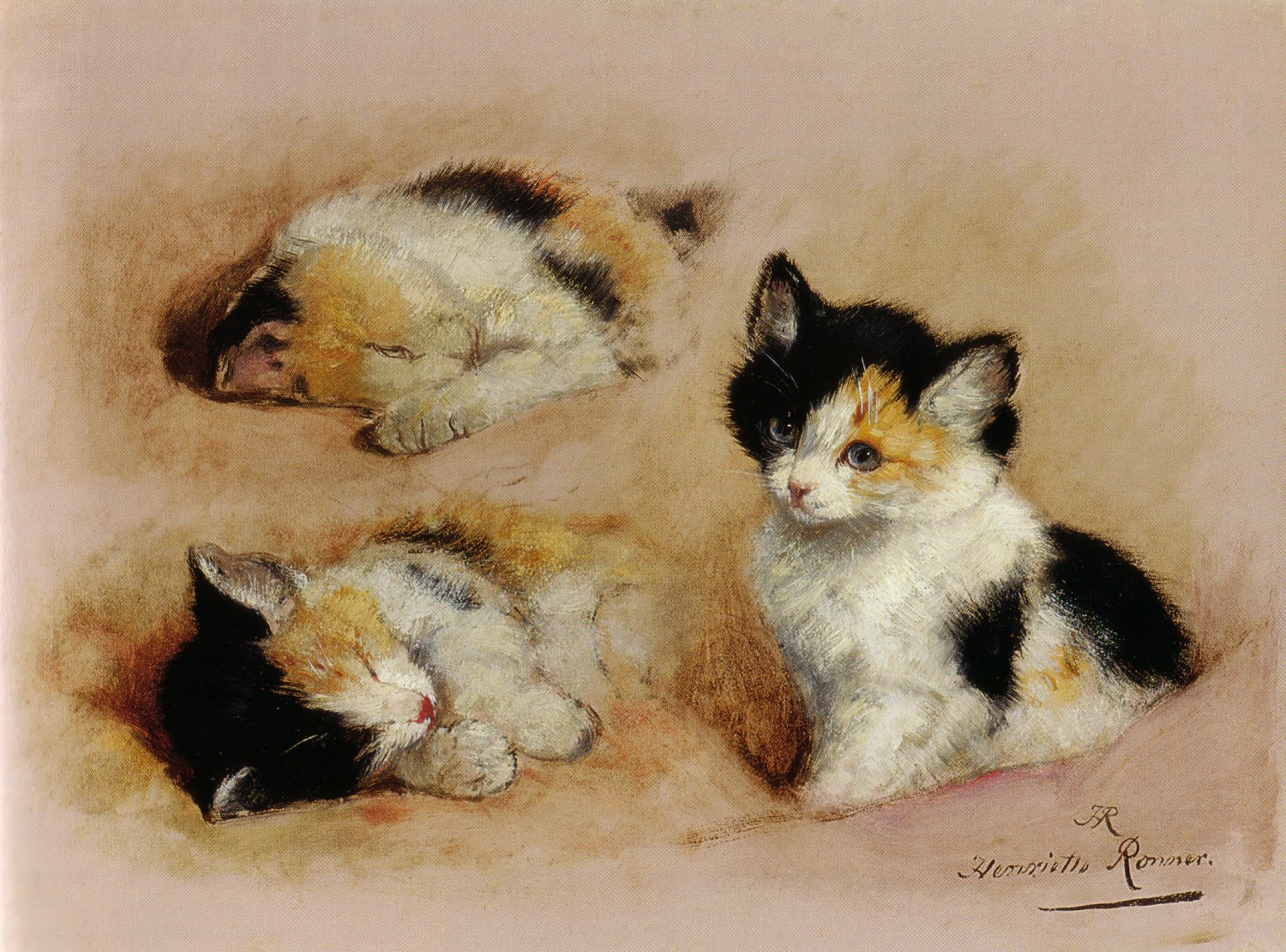
Etude de chat
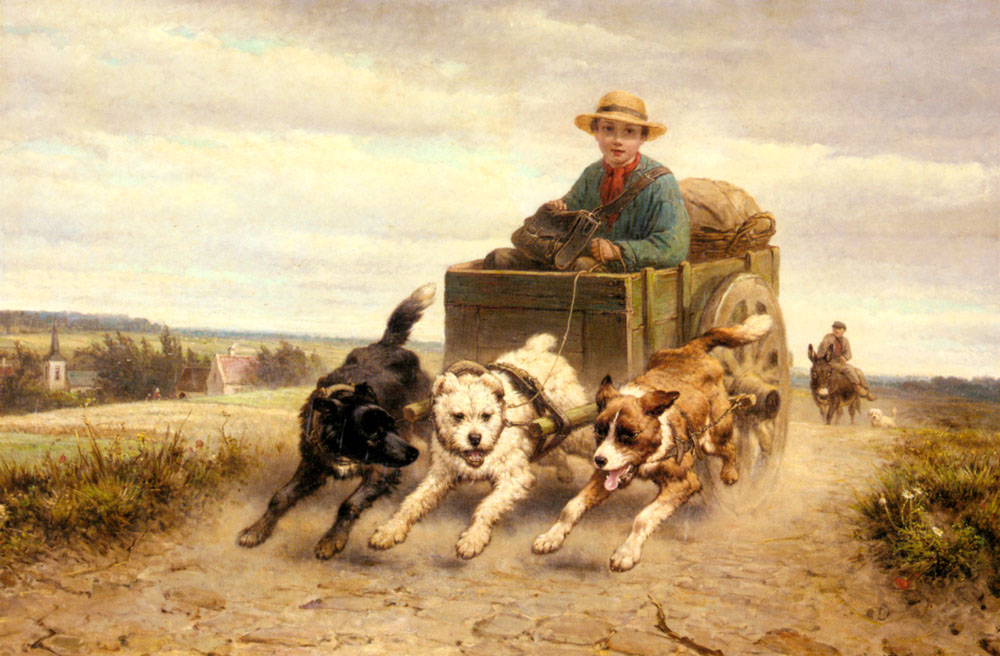
La charrette à chien
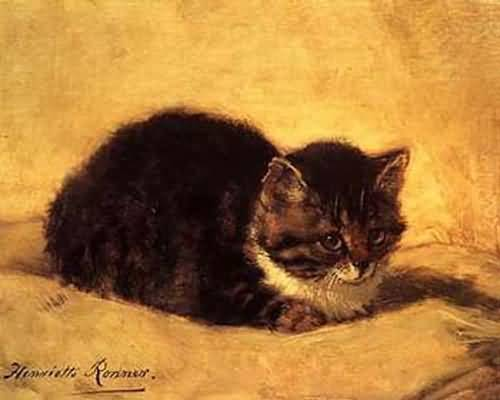
Chat au repos
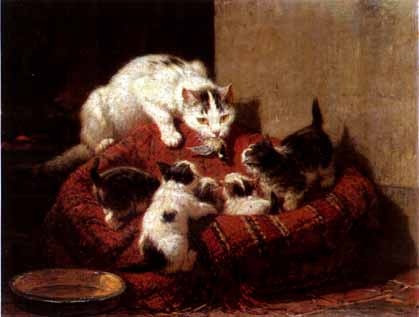
Education
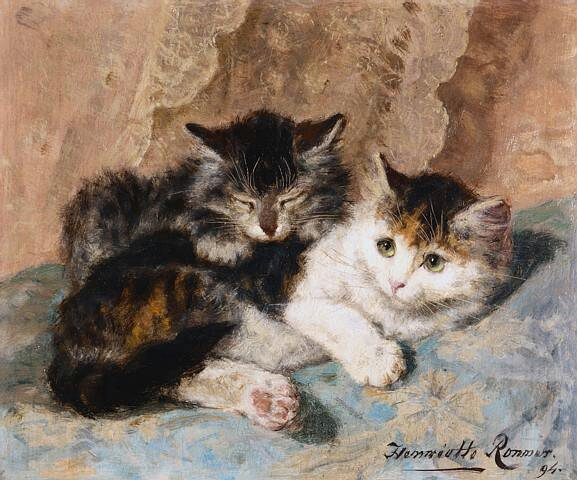
Le meilleur des amis

Les œuvres de ses débuts sont signées Henriette Knip, puis Henriette Ronner après son mariage.